# نوربيرتو بوييو
نوربيرتو بوييو (بالإسبانية: Norberto Boggio)‏ (مواليد 11 أغسطس 1931) هو لاعب كرة قدم. يلعب مع منتخب الأرجنتين لكرة القدم. سبق له أن لعب في كأس العالم لكرة القدم مع منتخب بلاده.

## روابط خارجية
- نوربيرتو بوييو على موقع الاتحاد الدولي (مؤرشف)  (الإنجليزية)
- نوربيرتو بوييو على موقع قاعدة بيانات كرة القدم.إي يو (الإنجليزية)
- نوربيرتو بوييو على موقع ناشيونال فوتبول تيمز (الإنجليزية)